# 퍼블릭스
퍼블릭스 슈퍼 마켓(Publix Super Markets, Inc.)는 식음료품을 종합적으로 판매하는 미국의 대형 유통업체이다.